# Tiên Mỹ
Tiên Mỹ is een xã in het district Tiên Phước, een van de districten in de Vietnamese provincie Quảng Nam. Tiên Mỹ heeft ruim 5900 inwoners op een oppervlakte van 19,79 km².

## Geografie en topografie
Tiên Mỹ ligt in het noordoosten van de huyện Tiên Phước.